# 霍爾曼穹
66°27′S 98°54′E / 66.450°S 98.900°E
霍爾曼穹（英語：Holman Dome），是南極洲的冰原島峰，位於伊麗莎白公主地，處於大衛島，由澳大利亞探險隊發現，以新南威爾士州的州長命名，現時由南極條約體系管理。